# Ade Alleyne-Forte
Ade Franci Alleyne-Forte (San Fernando, 11 ottobre 1988) è un ex velocista trinidadiano, specializzato nei 400 metri piani, vincitore della medaglia di bronzo con la staffetta 4x400 a Londra 2012 insieme a Lalonde Gordon, Jarrin Solomon e Deon Lendore, stabilendo il nuovo record nazionale sia in batteria che in finale.
Con gli stessi compagni vinse un altro bronzo ai Campionati del mondo di atletica leggera indoor 2016 di Portland. Nel 2008 si aggiudicò un altro bronzo ai campionati centroamericani e caraibici di atletica leggera di Cali, in Colombia.

## Palmarès
| Anno | Manifestazione              | Sede           | Evento       | Risultato  | Prestazione | Note             |
| ---- | --------------------------- | -------------- | ------------ | ---------- | ----------- | ---------------- |
| 2005 | CARIFTA Games U20           | Bacolet        | 200 m piani  | Batteria   | 22"52       |                  |
| 2005 | CARIFTA Games U20           | Bacolet        | 4x400 m      | Argento    | 3'10"32     |                  |
| 2005 | Mondiali allievi            | Marrakech      | 200 m        | Batteria   | 22"34       |                  |
| 2005 | Mondiali allievi            | Marrakech      | 400 m        | Batteria   | 49"92       |                  |
| 2005 | Mondiali allievi            | Marrakech      | Staffetta mx | Argento    | 1'52"51     |                  |
| 2006 | CARIFTA Games U20           | Les Abymes     | 200 m piani  | Semifinale | 21"90       |                  |
| 2006 | Campionati CAC Under-20     | Port of Spain  | 4x400 m      | Argento    | 3'07"51     |                  |
| 2006 | Mondiali juniores           | Pechino        | 4x400 m      | Batteria   | 3'08"27     |                  |
| 2007 | CARIFTA Games U20           | Providenciales | 400 m piani  | Bronzo     | 47"31       |                  |
| 2007 | Campionati panamericani U20 | San Paolo      | 400 m piani  | Bronzo     | 46"27       |                  |
| 2007 | Campionati panamericani U20 | San Paolo      | 4x400 m      | Oro        | 3'05"70     |                  |
| 2008 | Campionati CAC              | Cali           | 4×400 m      | Bronzo     | 3'04"12     |                  |
| 2010 | NACAC U23                   | Miramar        | 400 m piani  | Batteria   | 48"11       |                  |
| 2010 | NACAC U23                   | Miramar        | 4×400 m      | Bronzo     | 3'07"95     |                  |
| 2012 | Giochi olimpici             | Londra         | 4×400 m      | Bronzo     | 2'59"40     | Record nazionale |
| 2016 | Mondiali indoor             | Portland       | 4×400 m      | Bronzo     | 3'05"51     | Record nazionale |